# 카우아이오오
카우아이오오는 (/kɑːˈwɑː.iː ˈoʊ.oʊ/) 혹은 오오아아(ʻōʻōʻāʻā) (Moho braccatus)는 하와이에 서식했던 모호이과 모호속의 마지막 새다. 현재 모호이과는 절멸한 상태다. 과거에는 호주 태평양 지역에 주로 분포된 꿀빨기새류에 (Meliphagidae) 분류됐다.
카우아이오오는 카우아이섬의 고유종이었다. 섬의 아열대 삼림에서 흔하게 발견됐으나, 20세기 초반부터 개체수가 감소하기 시작했다. 1985년에 마지막으로 목격됐고, 1987년에 마지막 울음소리가 들렸다. 멸종의 이유로는 폴리네시아쥐, 작은인도몽구스, 그리고 돼지 등의 천적의 등장 및 모기와 관련된 전염병, 그리고 서식지 파괴가 꼽히고 있다.
1500만년-2000만년 전 중신세 시대 부터 이어져온 모호이과의 마지막 생존자였으며, 카우아이오오의 절멸 이후 모호이과는 현대 시대에 (1500년대 이후) 유일하게 절멸된 조류의 과로 남아있다.

## 어원
하와이 원주민들은 새의 이름을 "오오아아" (ōʻō ʻāʻā)로 지었다. 이는 하와이어의 새의 의성어인 "오오" (ʻōʻō)와 난쟁이를 뜻하는 "아아"(ʻāʻā)를 합친 것이다.

## 상세

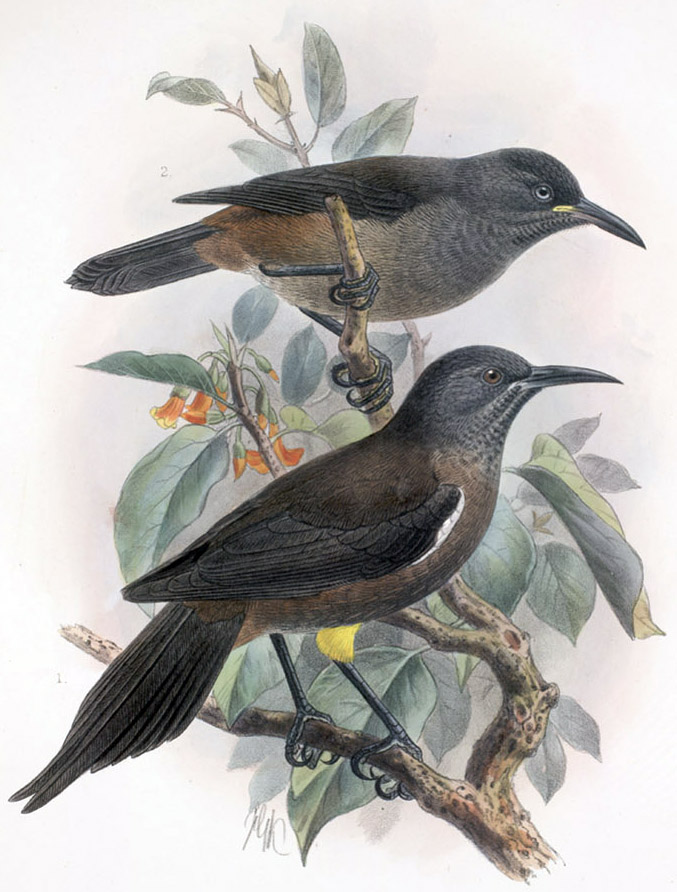
성체 Moho braccatus

카우아이오오는 20cm를 겨우 넘는 하와이 오오새 중 가장 작은 새 중 하나였다. 머리와 날개, 꼬리는 검정색이었다. 나머지 상체 부분은 점판암과 비슷한 갈색이었으며, 엉덩이와 측면은 적갈색을 띄었다. 목하고 가슴은 흰색 점으로 뒤뎝힌 검정색이었고, 이는 암컷에게 특히 뚜렷하게 나타났다. 중앙에 있는 꼬리 깃털은 길었고, 날개 아랫 부분에는 작은 회색 털 무더기가 있었다. 부리와 다리는 검정색이었지만, 다리에 난 깃털은 깊은 황금 빛을 내는 노란색을 띄었다. 오오새 중 유일하게 노란색 홍채를 가졌었다. 꿀빨기새와 비슷하게 꿀 수집을 위한 날카롭고 약간 굽은 부리를 가졌었다. 로벨리아 꽃과 오히알레우하 나무의 꽃의 꿀을 선호하였다. 아파라파 나무에서도 먹이를 수집된 바가 목격된적 있다. 그외에 작은 무척추동물과 과일을 먹었다. 상당히 소리가 컸으며, 플룻과 비슷한 불규칙한 빈 소리를 내었다. 수컷과 암컷 둘다 소리를 내는것으로 알려져있다.

## 멸종

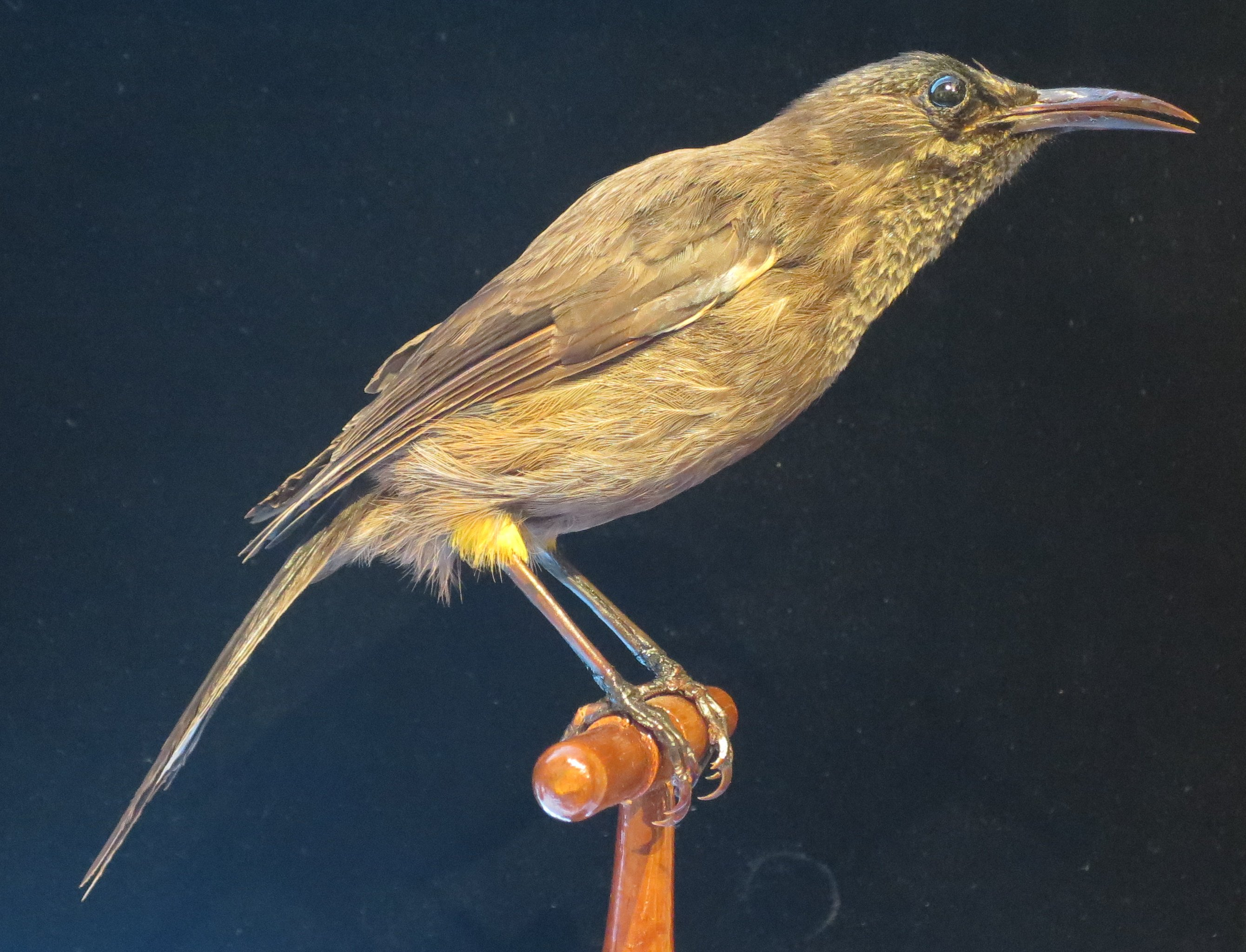
표본, 비숍 박물관, 호놀루루

카우아이오오는 카우아이섬 깊은 살림에 공동 둥지를 드는 새였다. 하와이오오, 비숍 오오, 그리고 오하우오오 등의 동족 조류들도 다 절멸하였다. 현재 이 멸종한 새들에 대한 정보는 제한적이다. 다양한 이유로 멸종하였다고 알려져있으며, 모기 등에 의한 점염병, 각종 포유류 천적의 등장, 그리고 밀림 제거 등이 대표적이다. 모기로 인해 새들은 알래스카이 야생 보호 구역 근처 숲 등 더 높은 지대로 피신하였지만, 고지대 산림은 수목공동이 적어 둥지를 짓기에 부적합하였다. 1960년대 초반에는 예상 개체수가 34마리로 추산되었다. 남아있는 영상물은 존 L. 신콕이 1970년대에 슈퍼 8mm 필름에 기록하였고, 노래 녹음도 해롤드 더글라스 프랫 주니어 등 동료들과 함께 만들어졌다. 1981년에 카우아이오오 한쌍이 발견되기도 하였다.
10년 정도 되는 사이 이와 및 이니키 허리케인이 상륙하였고 그 여파로 많은 수목공동이 많은 고목들 중 상당수가 파괴되었고, 허리케인 이니키의 상륙으로 인해 나무 성장은 저해되었다. 결국 종은 사라지게 되었다. 허리케인 이와로 인해 마지막 암컷이 사라졌을 것으로 추정된다. 마지막 수컷은 1985년 목격되었고, 데이비드 보인턴이 마지막으로 음성을 녹음하였다. 1989년 탐사의 실패 및 1992년 허리케인 이니키 이후 국제 자연 보전 연맹은 종의 절멸을 선언하였다. 하지만 이미 1940년 절멸 선언 후 1960년 재발견, 그리고 1960년대 후반 절멸 선언 후 존 신콕의 1970년대 초반의 재발견 사이 있었던 절멸 선언 등등 절멸 선언이 이미 두번 있었던 점을 들어 몇몇은 종이 추가로 살아있을 가능성이 있다고 믿고 있다. 하지만 크고 독특한 소리를 가졌음에도 1989년에서 2000년 사이의 조사들에는 카우아이오오의 소리는 포착되지 않았다.

## 추가 문헌
- Lewis, Daniel (2018). 《Belonging on an Island: Birds, Extinction and Evolution in Hawaii》. Yale University Press, New Haven, CT. ISBN 978-0-3002-2964-6.. Chapter 2 of the book is about the ʻōʻō, including the work of John Sincock, who rediscovered the bird in the early 1970s.
- Kauaʻi ʻōʻō
- ML: Macaulay Library 보관됨 2018-02-08 - 웨이백 머신
- 3D view of specimens RMNH 110.028 and RMNH 110.029 at Naturalis, Leiden (requires QuickTime browser plugin).[깨진 링크]
- “Kauaʻi ʻŌʻō” (PDF). 《Hawaii’s Comprehensive Wildlife Conservation Strategy》. State of Hawaiʻi. 2005년 10월 1일. 2011년 6월 16일에 원본 문서 (PDF)에서 보존된 문서.
- Call of Kauaʻi ʻōʻō; Cornell Lab of Ornithology, Macaulay library Kauai Oo Moho Braccatus ML6050 John L. Sincock, June 6, 1975 Alakai Swamp, Kauai Hawaii
- Banko, Winston E. (December 1981). History of endemic Hawaiian birds. Part I. Population histories – species accounts. Forest birds: 'Ō'ō, and Kioea (보고서). CPSU-UH Avian History Report 7B. 175–185쪽. hdl:10125/346.
- Sykes, P.W. Jr.; Kepler, A.K.; Kepler, C.B.; Scott, J.M. (2000). 《Kauai'i 'O'o》. Birds of North America 535. Washington, DC: American Ornithologists' Union. 1–32쪽.